# Proterix
Proterix és un gènere extint de mamífers eulipotifles de la família dels erinacèids que visqueren a Nord-amèrica des de l'Eocè superior fins a l'Oligocè superior, fa entre 26,3 i 37,2 milions d'anys. Se n'han trobat restes fòssils a Dakota del Sud i Nebraska (Estats Units). Les espècies d'aquest grup es troben entre els primers eulipotifles coneguts amb un estil de vida excavador. L'ombra del dubte plana sobre la seva posició exacta en el si dels erinacèids, car podria ser tant un eriçó com un gimnur. El nom genèric Proterix significa ‘primer erix’.